# Rotten Tomatoes
Rotten Tomatoes – serwis internetowy prezentujący informacje, recenzje i nowości ze świata filmu. Nazwa serwisu w polskim przekładzie oznacza „zgniłe pomidory”, pochodzi od zwyczaju obrzucania zgniłymi pomidorami artystów scenicznych, których występy nie spodobały się publiczności.

## Opis
Serwis zamieszcza podstawowe informacje o filmach oraz dotyczące ich opinie uznanych krytyków filmowych – członków różnych związków pisarzy i stowarzyszeń dziennikarzy-krytyków. Użytkownicy oceniają następnie zamieszczone filmy i recenzje przyznając filmom świeże (czerwone) lub zgniłe (zielone) pomidory. Pod koniec roku film może otrzymać również „Złotego Pomidora” (żółty) symbolizującego najwyższą pozycję w rankingu.
Serwis przedstawia liczbę wszystkich recenzji, których może być kilkaset, a także procent pozytywnych oraz negatywnych opinii użytkowników jako tabelkę z ikonami pomidorów we właściwym kolorze. Jeśli liczba pozytywnych opinii przekracza 60%, film uznawany jest za „świeży” (czerwony), jeśli zaś nie – uznawany on jest za zgniły (zielony). Dodatkowym źródłem oceny filmów są opinie znanych krytyków filmowych występujących w serwisie pod nazwą „Top Critics”. Ich opinie przedstawiane są w oddzielnej tabelce. Przy występowaniu wystarczającej liczby opinii danego filmu, formowana jest jego ostateczna ocena zwana „Tomatometer”. Gdy „tomatometer” wskazuje ponad 75% pozytywnych opinii (minimum 40 opinii o filmie, w tym 5 od recenzentów z „Top Critics”) obraz zostaje uznany za „świeży” (czerwony) i otrzymuje tzw. „Certyfikat Świeżości” (Certified Fresh). Oprócz recenzji w serwisie istnieją fora, na których uczestnicy dyskutują nad filmami, grami, muzyką itp. Mogą oni również zamieszczać, podobnie do innych serwisów internetowych, własne recenzje filmów oraz wystawiać im pozytywne lub negatywne opinie.

## Krytyka
Krytycy Rotten Tomatoes wskazują na położenie głównego akcentu w serwisie na przyznawanie filmowi pozytywnych lub negatywnych ocen, tzn. czy dany film zostanie uznany za „świeży” lub „zgniły”, a nie na treść ocen. Powoduje to sytuację, gdy film posiadający zaledwie kilka recenzji uznających go za przeciętny, ale w sumie przyznający mu „czerwony pomidor”, może bez trudu uzyskać bardzo wysoki wynik ogólny (np. 90%). Podobne zjawisko może zajść, gdy widzowie będą uważali, że film jest na granicy pomiędzy „świeżym” a „zgniłym”, jednak ostatecznie uznają go za „zgniły”. Wtedy film otrzyma bardzo zaniżoną ocenę.

## Historia
Rotten Tomatoes został uruchomiony 19 sierpnia 1998 roku jako autorski projekt Senha Duonga. Celem jego twórcy było „stworzenie serwisu internetowego, w którym użytkownicy mogliby mieć dostęp do recenzji różnych krytyków z USA”. Na pomysł projektu wpadł, gdy jako fan Jackie Chana zaczął zbierać recenzje filmów z jego udziałem, które zaczęły pojawiać się w Stanach Zjednoczonych. Pierwszym filmem zrecenzowanym w serwisie był Kochankowie z sąsiedztwa. Serwis szybko zyskał popularność, z tysiąca odsłon dziennie w pierwszym miesiącu funkcjonowania do miliona wizyt w ciągu grudnia 1998, ponad 2 milionów w ciągu stycznia i 3,7 miliona w ciągu lutego 1999. W kwietniu 2000 roku, na Rotten Tomatoes „zajrzało” 7 mln internautów.
Duong wraz z dwudziestoparoletnimi partnerami, kolegami z uniwersytetu w Berkeley – Patrickiem Lee i Stephenem Wangiem założyli firmę „Design Reactor”, która miała obsługiwać Rotten Tomatoes, oficjalnie otwartego 1 kwietnia 1999 roku. W czerwcu 2004 serwis został kupiony przez IGN Entertainment. IGN Entertainment zostało z kolei wraz z Rotten Tomatoes przejęte przez Fox Interactive Media, należącej do News Corp. 4 kwietnia 2010 News Corp poinformowało, że Rotten Tomatoes zakupił Flixster. 4 maja 2011 Flixster wraz z Rotten Tomatoes wszedł w skład Warner Bros..

## Znaczenie
Zgodnie z badaniami krytyka filmowego Erika Lundegaarda, filmy, które weszły na ekrany kin w Stanach Zjednoczonych i na Rotten Tomatoes zostały uznane za „świeże”, zarobiły średnio 1000 $ więcej z każdego kina niż te uznane za „zgniłe”. W 2004 USA Today, nie wymieniając nazwy serwisu, opublikowało podobne rezultaty: „wyższe oceny – wyższe wpływy”. Ponadto gazeta ujawniała, że wbrew obiegowej opinii, oceny krytyków i kinomanów są o wiele częściej zbieżne, niż się to przyjęło uważać. W styczniu 2010 roku przewodniczący „New York Film Critics Circle”, Armond White powoływał się na Rotten Tomatoes, mówiąc o konsensusie w długowiecznym sporze pomiędzy krytykami a widzami, jaki jest w stanie stworzyć internet. We wrześniu 2009 roku liczba użytkowników Rotten Tomatoes sięgnęła 7,5 mln.

## Wybrane filmy uznane w 100% za „świeże” lub „zgniłe”

### „Świeże”
- Ostatni seans filmowy
- Pinokio
- Sokół maltański
- Skarb Sierra Madre
- Anatomia morderstwa
- Henryk V
- Dwunastu gniewnych ludzi
- Świadek oskarżenia
- Bezustanne tarapaty
- Stalker
- M – Morderca
- Terminator
- Grona gniewu
- Obywatel Kane
- Toy Story
- Toy Story 2
- Wszystko o Ewie
- Wallace i Gromit: Wściekłe gacie
- Dzisiejsze czasy
- Gorączka złota
- Brzdąc
- Deszczowa piosenka
- Siedmiu samurajów
- Tokijska opowieść
- Piętno śmierci
- Ukryta forteca
- Okno na podwórze
- Człowiek na linie
- Frankenstein
- Narzeczona Frankensteina
- Złodziej z Bagdadu
- Dyliżans
- Trzej idioci
- The Battery
- Rebeka
- Gabinet doktora Caligari
- Przygody Robin Hooda
- Totally Fucked Up
- Wojna i pokój
- Trzy kolory. Czerwony
- Rio Bravo
- Skłóceni z życiem
- Paddington 2
- Kurs do Krainy Cienia
- Mary Poppins
- Laura
- Wstręt
- Słodkie jutro
- Gusta i guściki
- Filadelfijska opowieść
- Powrót do marzeń
- Nieugięty Luke
- Lampart
- Pancernik Potiomkin
- Playtime
- Cena strachu
- Perski Nowy Rok
- Na Zachodzie bez zmian
- Rzym, miasto otwarte
- Poszukiwacze
- Szachowe dzieciństwo
- Przed wschodem słońca
- Gra cieni
- Szlachectwo zobowiązuje
- Na los szczęścia, Baltazarze!
- Długi postój na Park Avenue
- Panowie w cylindrach
- Człowiek z blizną
- Niewidzialny człowiek
- Cień wątpliwości
- Fanny i Aleksander
- Ja, Kuba
- Zabójcy
- Nóż w wodzie
- Stracony weekend
- Hiroszima, moja miłość
- Biznesmen i gwiazdy
- Noc amerykańska
- Dziwna para
- Podróże Sullivana
- Lady Eve
- Shoah
- Kto zabił?
- Spotkamy się w St. Louis
- Marty
- Ucieczka skazańca
- Atlantic City
- Mój pan mąż
- Pépé le Moko
- Moje pieskie życie
- Kes
- Niepotrzebni mogą odejść
- Miasto bezprawia
- Wampir
- Biały żar
- Samuraj
- Roger and Me
- Pokój z widokiem
- Śpioch
- Mroczny przedmiot pożądania
- Kajaki
- Wróg publiczny nr 1
- O koniach i ludziach
- Piękna złośnica
- Atalanta
- Szajka z Lawendowego Wzgórza
- Sklep za rogiem
- Cyrano de Bergerac
- One!
- Wielkie nadzieje
- Wakacje pana Hulot
- Przygody Kubusia Puchatka
- Historia Rose
- Prawo pożądania
- Coś z Alicji
- Klatka szaleńców
- Około północy
- El Dorado
- Jak w zwierciadle
- Fort Apache
- Noc i mgła
- Król i ptak
- Sanjūrō: samuraj znikąd
- Jeanne Dielman, Bulwar Handlowy, 1080 Bruksela
- Wielki McGinty
- Cudotwórczyni
- Dziecko wojny
- Król Kreol

### „Zgniłe”
- Życzenie śmierci 3
- Szczęki 4
- King Kong żyje
- S. Darko
- Koszmar kolejnego lata
- Milczenie Baranów
- Kacper II: Początek straszenia
- Słoneczny wojownik
- Nieodebrane połączenie
- Troll w Nowym Jorku
- Przyjaźń na śmierć i życie
- Nieśmiertelny 2
- I kto to mówi 3
- Żelazny Orzeł 3
- Far Cry
- Powrót do błękitnej laguny
- Chłopak na dworze króla Artura
- Igrzyska śmiechu: W pieszczeniu ognia
- Mulan II
- Kaktus Jack
- Niekończąca się opowieść II
- Karzeł 2
- Karzeł 4
- Pinokio
- W krzywym zwierciadle: Szkolna wycieczka
- W krzywym zwierciadle: Poszukiwacze złota
- Lis i Pies 2
- Żołnierski blues
- Pozostać żywym
- Amityville III: Demon
- Akademia Policyjna 4
- Dzieci kukurydzy V: Pola grozy
- Straceni chłopcy 2
- Śmiertelna pułapka
- Kopciuszek II: Spełnione marzenia
- Manos: The Hands of Fate
- Władca życzeń II
- Władca życzeń III
- The Darkness
- Blues Brothers 2000